# Soluto
Soluto, pseudonyme de Laurent Quevauvillers, né en 1961, est un écrivain français.

## Œuvres
- Vies à la ligne, Montreuil, France, Éditions Les Rêveurs, coll. « Pas vu, pas pris », 2009, 130 p.  (ISBN 978-2-912747-47-1)
- Glaces sans tain, Paris, Éditions Le Dilettante, 2012, 250 p.  (ISBN 978-2-84263-767-5)
- Redites-moi des choses tendres, Monaco-Paris, France, Le Rocher, 2017, 504 p.  (ISBN 978-2-268-09515-8)